# Francesco Tadolini
Francesco Tadolini (Bologna, 1723 – Bologna, 31 agosto 1805) è stato un architetto e disegnatore italiano del periodo neoclassico, attivo principalmente a Bologna.

## Biografia
Figlio di Antonio Maria Tadolini e di Anna Maria Teresa Barbieri, ebbe due sorelle maggiori, Cecilia (1720) e Teresa (1721), e due fratelli minori, Domenico Maria (1725) e Petronio (1727), che diverrà suo collaboratore come scultore.
Apprese inizialmente dal padre il mestiere di muratore, ma successivamente ebbe accesso ad un'istruzione superiore divenendo allievo degli architetti Domenico Civoli e Carlo Francesco Dotti. Frequentò poi l'Accademia Clementina, dove vinse numerosi premi di disegno. All'inizio della sua carriera conobbe Carlo Cesare Malvasia, amante dell'architettura e vicino allo scrittore Francesco Algarotti. Questo rapporto gli permetterà di ricevere numerose commissioni e di essere riconosciuto nella comunità architettonica bolognese.
Tra le sue opere si ricordano la facciata di Palazzo Malvasia (1760), il Palazzo Zagnoni, la facciata e la sagrestia della chiesa di San Giovanni Battista dei Celestini (1765), il timpano della cattedrale di San Pietro (1776), collaborazioni per i progetti di Palazzo Stella-Castelli, Palazzo Malvezzi e Palazzo Gnudi. Fu attivo anche al di fuoi di Bologna, con la progettazione dei lavori per la chiesa di San Domenico (1760-1766) e Palazzo Laderchi (1770-1780) a Faenza e di Palazzo Bevilacqua Costabili a Ferrara. Nel 1765 disegnò anche la palazzina dell'orto botanico, all'epoca ancora in San Giuliano.
Oltre all'architettura svolse anche compiti amministrativi, come la verifica della struttura della Torre degli Asinelli e la rimozione di alcuni conventi, testimonianze oggi conservate nell'archivio Malvasia. Tornò anche all'Accademia Clementina nel 1759 per diventare professore e ne fu principe nel 1782. Durante la riforma dell'Accademia del 1804, che divenne Accademia di Belle Arti di Bologna, Tadolini mantenne il titolo di Accademico Onorario.
Sposò Maddalena de Maria, dalla quale ebbe sette figli: Tommaso (1763), Antonio Gioseffo (1768), Antonio Maria (1771), Gertrude Maria, Caterina, Anna e Maria Caterina. Quest'ultima sposò Vincenzo Baruzzi nel 1788, dalla cui unione nacque lo scultore Cincinnato Baruzzi. Fu prozio dello scultore Adamo Tadolini, nipote del fratello Petronio.
Nel 1789 Tadolini si trasferì in una casa da lui fatta costruire in piazza Aldrovandi e vi morì nel 1805. Ebbe come allievo Angelo Venturoli.